# Xerochlora mesotheides
Xerochlora mesotheides är en fjärilsart som beskrevs av Ferguson 1969. Xerochlora mesotheides ingår i släktet Xerochlora och familjen mätare. Inga underarter finns listade i Catalogue of Life.

## Bildgalleri

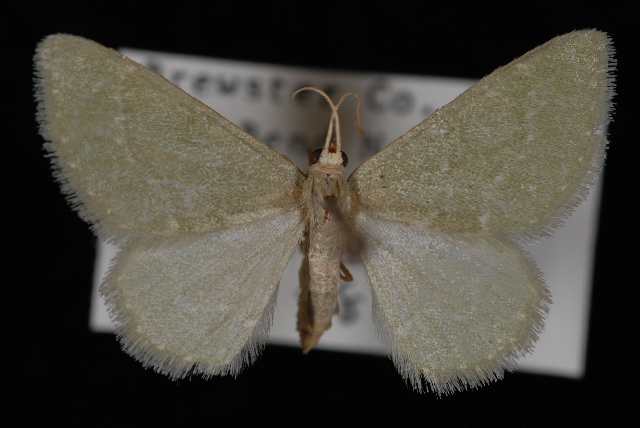